# Пам'ятки архітектури Охтирського району
В Охтирському районі (Сумська область) на обліку перебуває 6 пам'яток архітектури.
| № | Назва                         | Дата спорудження        | Місце         |
| - | ----------------------------- | ----------------------- | ------------- |
| 1 | Параскеви П'ятниці св. церква | 1891                    | с. Бакирівка  |
| 2 | Вітряк                        | XX ст.                  | с. В'язове.   |
| 3 | Садибний будинок              | XIX ст.                 | с. Лутище     |
| 4 | Охтирський Троїцький монастир | XVII—XIX ст.            | с. Чернеччина |
| 5 | Цукровий завод                | XIX ст. (архіт., іст.). | смт Чупахівка |
| 6 | Воскресенська церква          | 1874                    | с. Ясенове    |